# Modrovka
Modrovka (bis 1927 slowakisch „Malá Modrovka“; deutsch Kleinmodro, ungarisch Kismodró) ist eine Gemeinde in der Westslowakei.

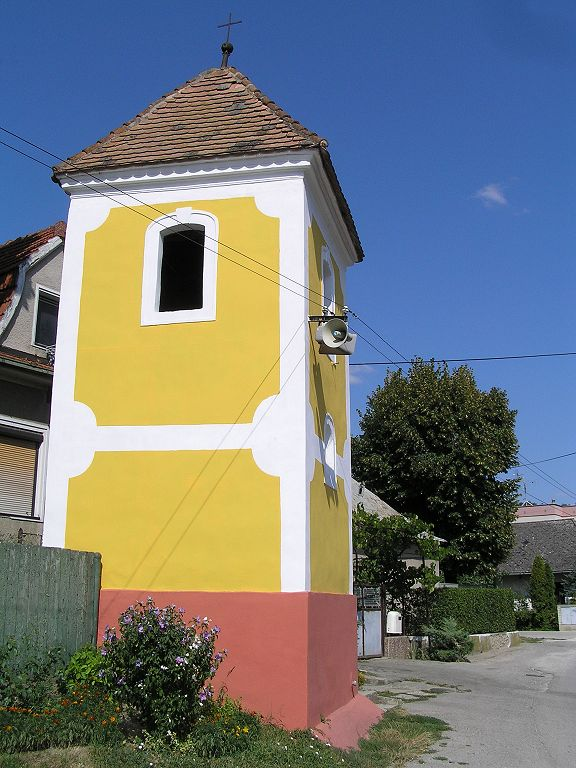
Glockenturm im Ort

Der Ort wurde 1348 wie auch der Nachbarort Modrová zum ersten Mal schriftlich als Madro erwähnt und liegt zirka 17 Kilometer südöstlich der Stadt Nové Mesto nad Váhom am linken Ufer der Waag.
Er gehörte in der Vergangenheit für lange Zeit zur Herrschaft der Burg Tematín.

## Bevölkerung
| Jahr                | 1994 | 2004    | 2014    | 2024     |
| ------------------- | ---- | ------- | ------- | -------- |
| Anzahl der Personen | 238  | 224     | 203     | 228      |
| Unterschied         |      | −5,88 % | −9,37 % | +12,31 % |

| Jahr                | 2023 | 2024    |
| ------------------- | ---- | ------- |
| Anzahl der Personen | 224  | 228     |
| Unterschied         |      | +1,78 % |